# Bad Elster

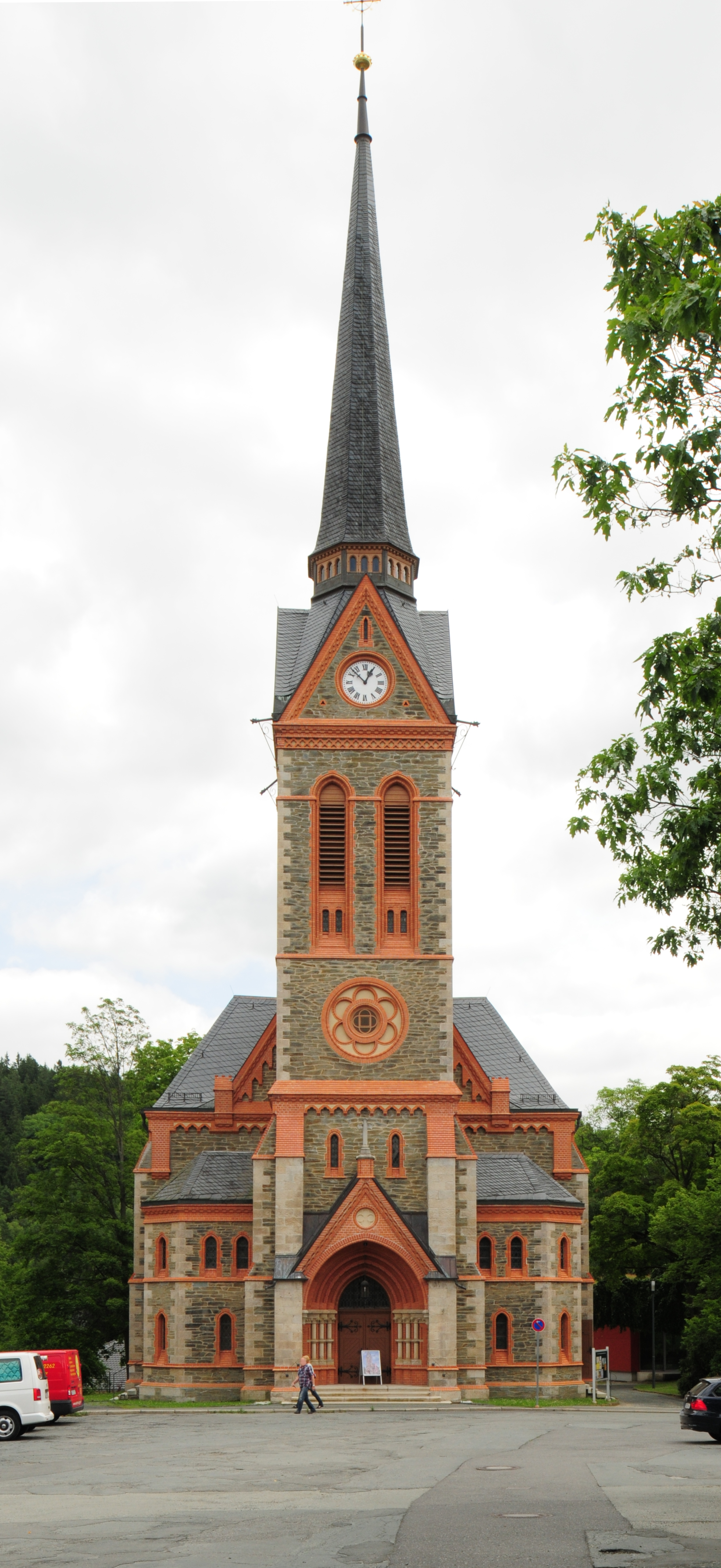
Evangelisch-lutherische Trinitatiskirche

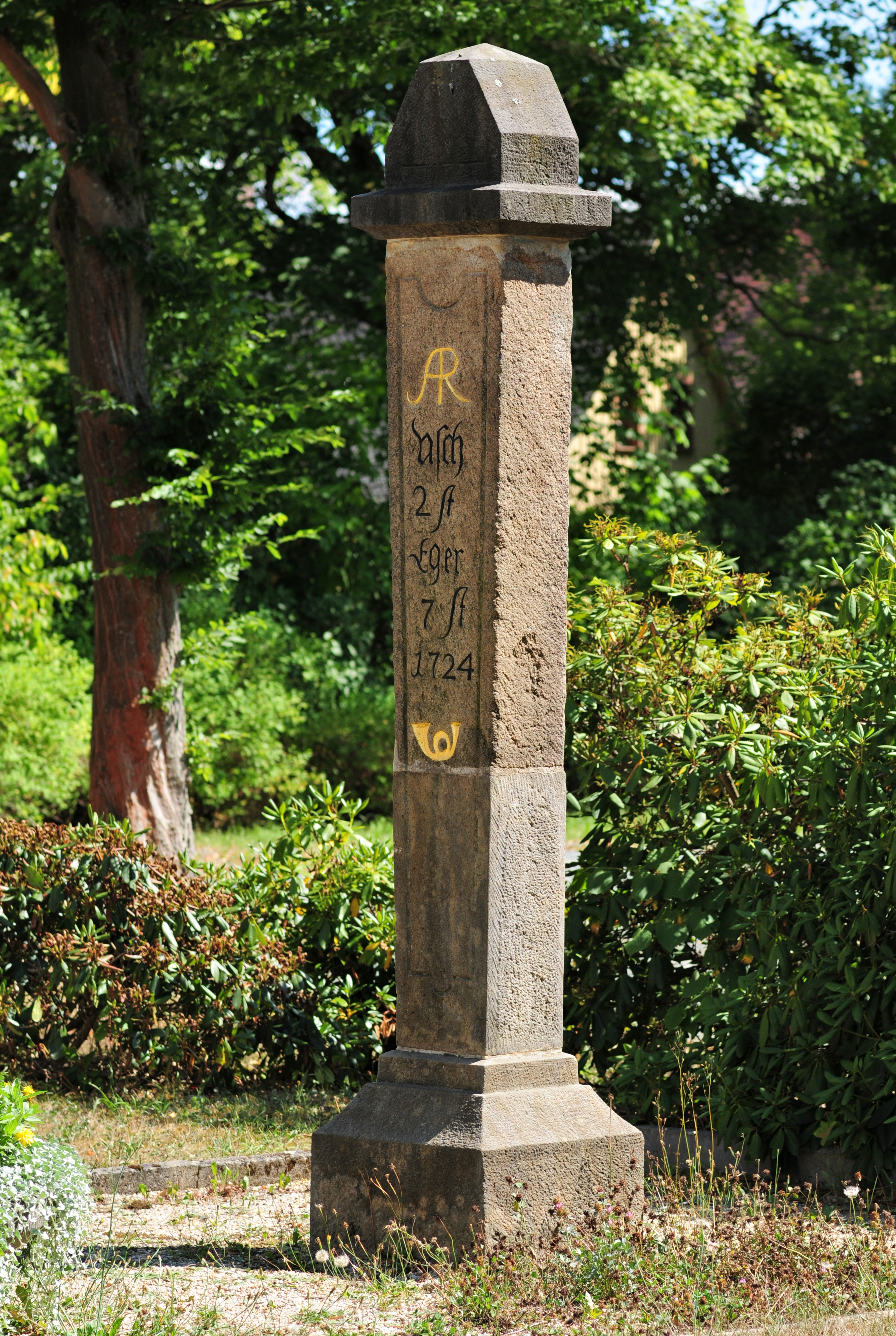
Kursächsische Postmeilensäule von 1724 auf dem Kirchplatz

Bad Elster (bis 1875 Elster) ist ein Kurort und Staatsbad im sächsischen Vogtlandkreis. Die Stadt ist eines der ältesten Mineral- und Moorheilbäder Deutschlands und gehört der grenzüberschreitenden Mikroregion Freunde im Herzen Europas an.

## Geographische Lage
Bad Elster liegt im oberen Tal der Weißen Elster direkt an der Grenze zu Tschechien im Dreiländereck zwischen Böhmen, Bayern und Sachsen in der Nähe von Plauen und Hof. Der Ort ist von höheren waldreichen Bergen umgeben, die vor extremen Temperaturschwankungen schützen.
| Roßbach im Bezirk Eger    | Stadt Adorf im Vogtlandkreis                |                                       |
|                           | Kompassrose, die auf Nachbargemeinden zeigt | Stadt Markneukirchen im Vogtlandkreis |
| Stadt Asch im Bezirk Eger | Gemeinde Bad Brambach im Vogtlandkreis      |                                       |

## Ortsteile
Bärenloh, Christiansreuth, Heißenstein, Kessel, Mühlhausen, Reuth und Sohl mit Schwarzenbrunn.
Nördlich von Mühlhausen fand sich die Wüstung Gütersreuth.

## Geschichte

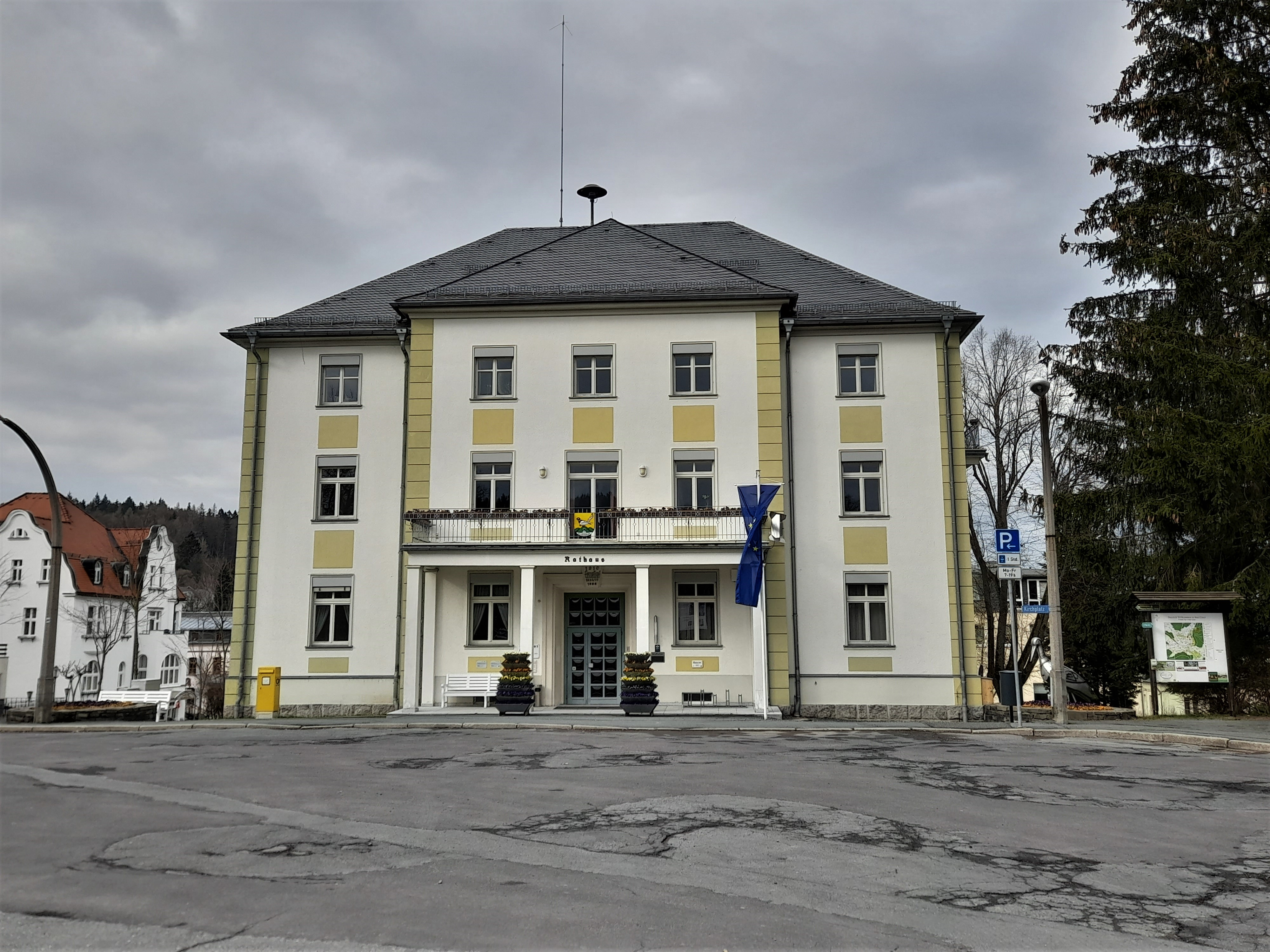
Rathaus Bad Elster

Die Namensherkunft wird im germanischen Wort Alistra gesehen, das die alteuropäische Wurzel el-/ol- für fließen, strömen habe. Der Vogel Elster im Stadtwappen sei nur aus dem Namensgleichklang zu erklären.

### Elster bis zum Ende des 18. Jahrhunderts
Die Reste einer etwa zwei Kilometer nordwestlich des Ortes Elster gelegenen Ringwallanlage (das sogenannte Alte Schloss), die vermutlich aus der Zeit um 1100 stammt, zeigen, dass schon lange vor der ersten urkundlichen Erwähnung des Ortes im Jahre 1324 dort Menschen siedelten.
Zwei weitere Wallanlagen sind zu erwähnen. Zwischen der Ascher Straße in Bad Elster und dem Ortsteil Reuth befindet sich die Schwedenschanze von Bad Elster. Etwas nördlich davon, östlich des Aussichtspunktes Waidmannsruh und genau südlich der Kreuzkapelle, befindet sich eine dritte – unbenannte – Wallanlage nördlich des Almwegs.
1412 wurde ein Rittergut erwähnt, das durch Kauf an die Familie von Zedtwitz kam und später zum Fränkischen Ritterkreis gehörte. Bis zum Jahr 1800 blieb es im Besitz dieses Adelsgeschlechts. Der Ort und seine heutigen Ortsteile gehörten bis ins 19. Jahrhundert zum Amt Voigtsberg.
1533 wurde in Adorf und in der Filialkirche Elster die Reformation eingeführt und 1540 der erste evangelische Pfarrer in Elster ordiniert.
Die heilende Wirkung der im Tal der Elster entspringenden Quelle (damals als Säuerling bezeichnet, die heutige Moritzquelle) wurde schon früh erkannt. Georg Leisner, damaliger Plauener Stadtphysikus und Leibarzt des Landesherrn Herzog Moritz von Sachsen-Zeitz, schrieb 1669, dass „seit undenklichen Zeiten“ nicht nur die Bewohner von Elster dieses Wasser benutzten, sondern dass die Leute sogar aus Adorf kamen und es nach Hause trugen. Auch sei es von ihm „bey vielen unterschiedlichen Patienten mit Nuzen … gebrauchet worden“.
Berühmtester Gast des Ortes war Johann Wolfgang von Goethe, der im Jahr 1795 nach Elster kam und in seinem Werk Hermann und Dorothea die Elsteraner Quelle erwähnte.

### (Bad) Elster im 19. und 20. Jahrhundert
Erst 1851 wurde Elster eine eigenständige Pfarrei, 1892 die neugotische St.-Trinitatis-Kirche eingeweiht. Die alte St.-Peter-und-Paul-Kirche wurde abgerissen.
Elster wurde 1848 zum Königlich-Sächsischen Staatsbad erhoben, womit auch die Zahl der Badegäste schnell anstieg (1848: 129; 1850: 378; 1860: 1750; 1870: 2450; 1890: 5870; 1900: 8900; 1990: 15.600).
Seit 1875 trägt der Ort den Namen Bad Elster und hat seit 1935 die Stadtrechte. 1880 wurde das Bademuseum Bad Elster als erstes Museum der Stadt und des Vogtlands eröffnet. Im Jahr 1898 erfolgte die Inbetriebnahme des Fernheizwerkes Bad Elster. Es war das erste seiner Art in Sachsen und das zweite im Kaiserreich.
Am 4. April 1945 trafen sich Reinhard Gehlen, später erster Präsident des Bundesnachrichtendienstes (BND), Gerhard Wessel, später zweiter BND-Präsident, Hermann Baun, Leiter der Spionage gegen die Sowjetunion in der Abwehr, sowie dessen Adjutant Graber in Bauns Quartier, einem Kurhotel. Im sogenannten „Pakt von Bad Elster“ vereinbarten sie, ihr Wissen über die Sowjetunion nach dem Zweiten Weltkrieg den Vereinigten Staaten anzubieten. Im Mai wurde die Stadt durch Soldaten der US-Armee besetzt, die Bad Elster im Juli der Roten Armee übergaben. Als südlichste Stadt Sachsens gehörte Bad Elster dann zur SBZ und bis 1990 zur DDR.
Der Titel „Mineral- und Moorheilbad“ wurde Bad Elster im Jahre 2005 vom Freistaat Sachsen verliehen. Die turnusmäßige Überprüfung ergab im November 2017 die Bestätigung.

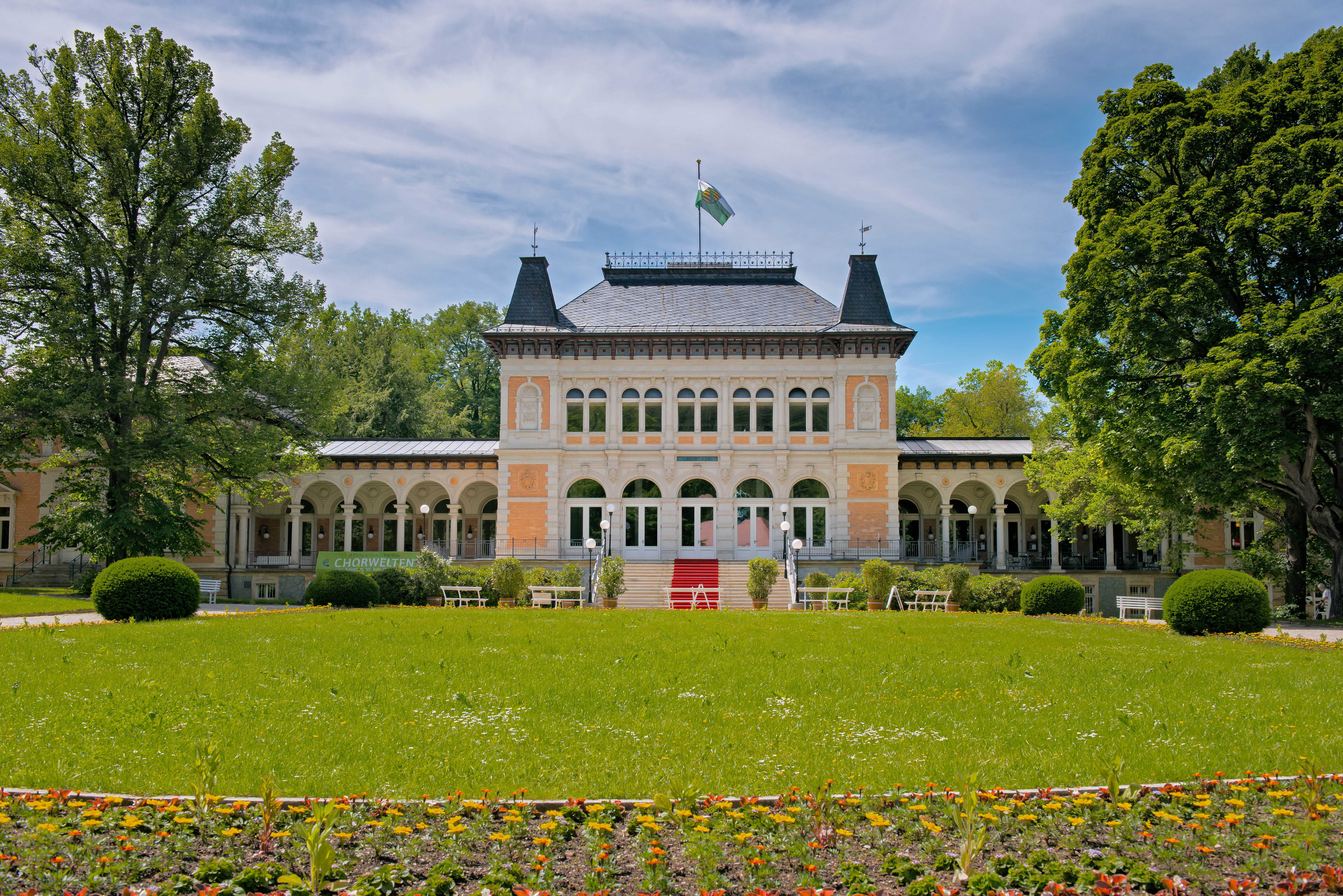
Kurhaus
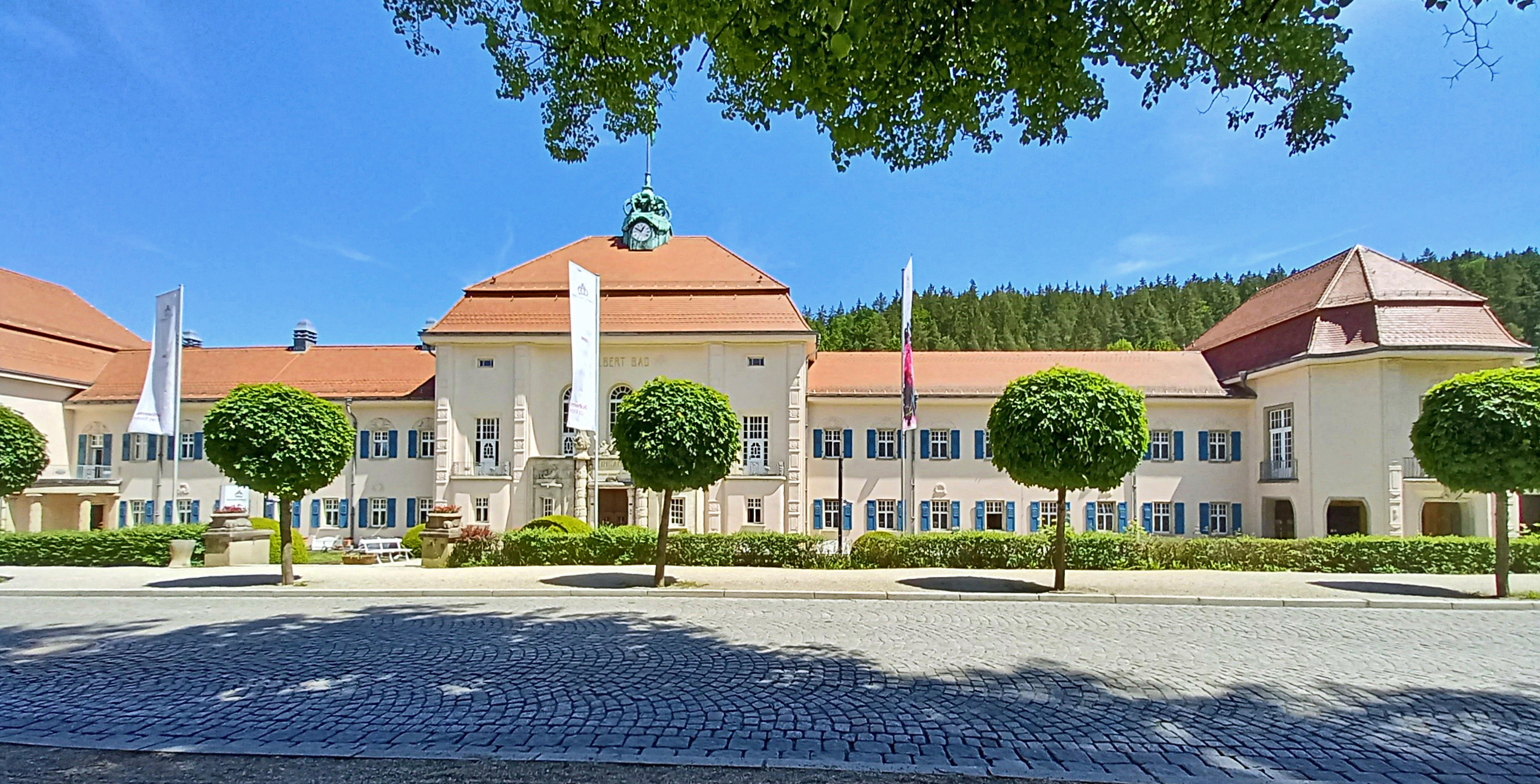
Albertbad

### Eingemeindungen
| Ehemalige Gemeinde        | Datum          |
| ------------------------- | -------------- |
| Bärenloh                  | vor 1880       |
| Christiansreuth           | vor 1880       |
| Heißenstein               | vor 1880       |
| Mühlhausen                | 1. Januar 1994 |
| Sohl (mit Schwarzenbrunn) | 1. Januar 1994 |
| Reuth                     | vor 1880       |

## Gedenkstätte
- Grabstätten auf dem Ortsfriedhof für vier namentlich unbekannte Kriegsgefangene, die während des Zweiten Weltkrieges Opfer von Zwangsarbeit wurden

## Einwohnerentwicklung
Entwicklung der Einwohnerzahl (ab 1964 31. Dezember):
| - 1834: 0701 - 1871: 1.248 - 1890: 1.120 - 1910: 2.251 - 1925: 3.368 | - 1939: 3.546 - 1946: 3.657 - 1964: 3.353 - 1971: 3.336 - 1990: 4.701 | - 2003: 4.101 - 2004: 4.060 - 2007: 3.953 - 2008: 3.874 - 2009: 3.843 | - 2012: 3.749 - 2013: 3.690 - 2014: 3.616 |

## Politik

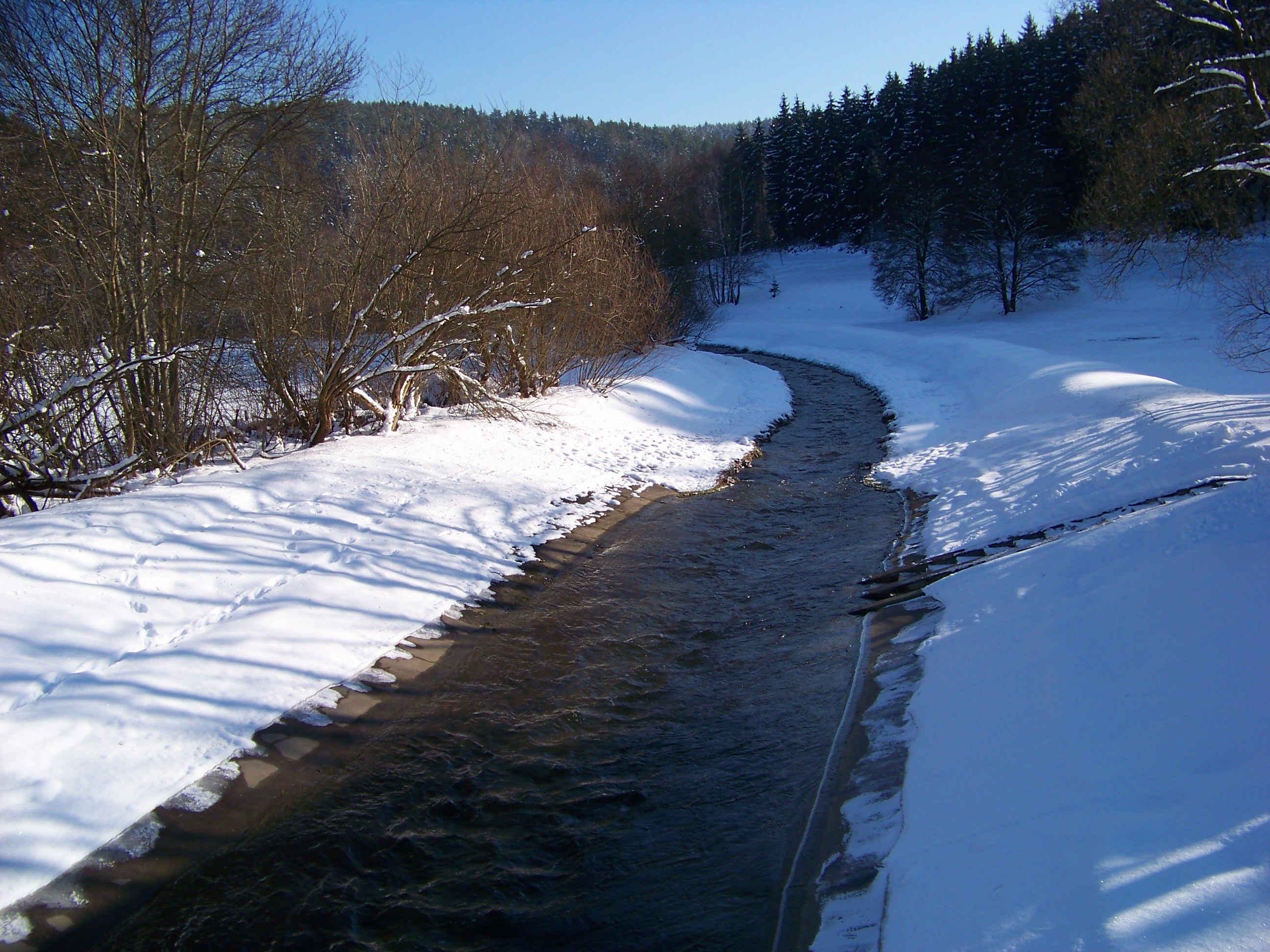
Die Weiße Elster in Bad Elster OT Heißenstein, kurz nach der Grenze zu Tschechien

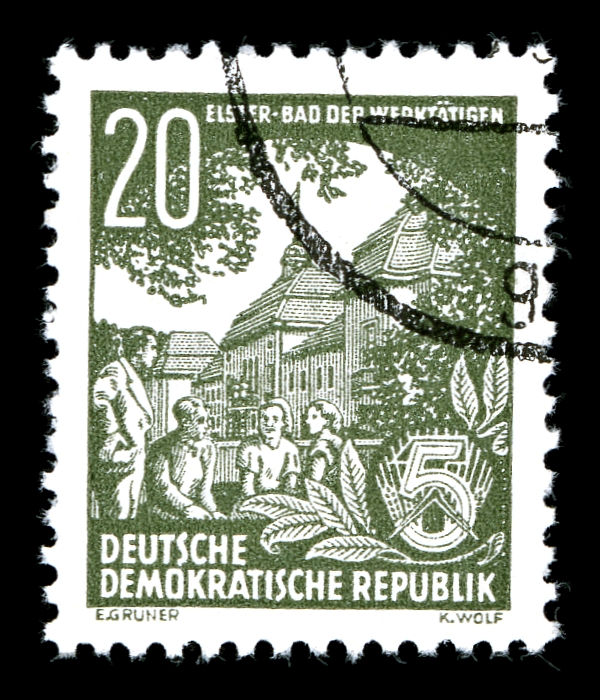
20 Pfennig-Dauermarke der DDR-Post 1953, Werktätige vor dem Kurhaus Bad Elster („Bad der Werktätigen“), Serie „Fünfjahrplan“

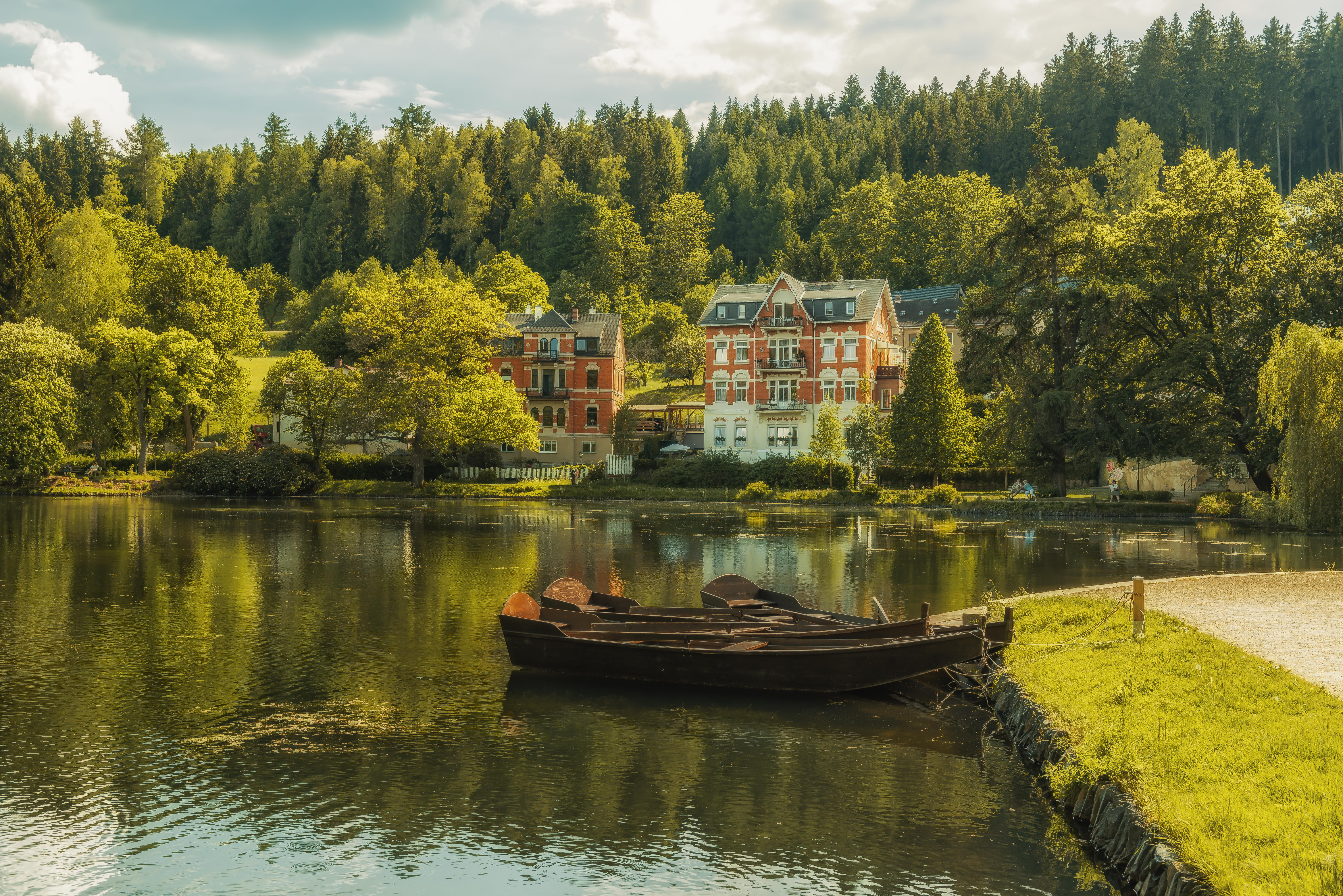
Am Gondelteich Bad Elster mit Booten

### Stadtrat
Die letzte Stadtratswahl fand am 9. Juni 2024 statt.
| Stadtrat ab 2024Insgesamt 14 Sitze - SPD: 1 - UB: 6 - FW: 1 - Gemeinsam für Bad Elster: 2 - CDU: 4 | Partei                        | 2024   | 2024   | 2019   | 2019   | 2014   | 2014   |
| Stadtrat ab 2024Insgesamt 14 Sitze - SPD: 1 - UB: 6 - FW: 1 - Gemeinsam für Bad Elster: 2 - CDU: 4 | Partei                        | in %   | Sitze  | in %   | Sitze  | in %   | Sitze  |
| Stadtrat ab 2024Insgesamt 14 Sitze - SPD: 1 - UB: 6 - FW: 1 - Gemeinsam für Bad Elster: 2 - CDU: 4 | Unabhängige Bürgerschaft (UB) | 38,7   | 6      | 54,8   | 7      | 28,4   | 4      |
| Stadtrat ab 2024Insgesamt 14 Sitze - SPD: 1 - UB: 6 - FW: 1 - Gemeinsam für Bad Elster: 2 - CDU: 4 | CDU                           | 30,8   | 4      | 23,7   | 3      | 21,0   | 3      |
| Stadtrat ab 2024Insgesamt 14 Sitze - SPD: 1 - UB: 6 - FW: 1 - Gemeinsam für Bad Elster: 2 - CDU: 4 | Gemeinsam für Bad Elster      | 11,1   | 2      | -      | -      | -      | -      |
| Stadtrat ab 2024Insgesamt 14 Sitze - SPD: 1 - UB: 6 - FW: 1 - Gemeinsam für Bad Elster: 2 - CDU: 4 | SPD                           | 8,4    | 1      | 9,7    | 1      | 12,6   | 2      |
| Stadtrat ab 2024Insgesamt 14 Sitze - SPD: 1 - UB: 6 - FW: 1 - Gemeinsam für Bad Elster: 2 - CDU: 4 | Freie Wähler Bad Elster (FW)  | 8,1    | 1      | 12,6   | 2      | 22,3   | 3      |
| Stadtrat ab 2024Insgesamt 14 Sitze - SPD: 1 - UB: 6 - FW: 1 - Gemeinsam für Bad Elster: 2 - CDU: 4 | Linke                         | 2,7    | 0      | 8,2    | 1      | 15,6   | 2      |
| Stadtrat ab 2024Insgesamt 14 Sitze - SPD: 1 - UB: 6 - FW: 1 - Gemeinsam für Bad Elster: 2 - CDU: 4 | Wahlbeteiligung               | 66,2 % | 66,2 % | 63,4 % | 63,4 % | 57,5 % | 57,5 % |

### Bürgermeister
Im Juni 2015 wurde Olaf Schlott zum Bürgermeister gewählt.
| Wahl | Bürgermeister     | Vorschlag | Wahlergebnis (in %) |
| ---- | ----------------- | --------- | ------------------- |
| 2022 | Olaf Schlott      | UB        | 97,9                |
| 2015 | Olaf Schlott      | WV (UB)   | 61,8                |
| 2008 | Christoph Fläming | FW        | 61,2                |
| 2001 | Christoph Fläming | FW        | 50,2                |

### Wappen
| Wappen von Bad Elster | Blasonierung: „In Gold eine natürliche Elster auf drei grünen Hügeln; aus dem mittleren bricht eine silberne Quelle hervor, deren Wasser sich im Schildfluss sammelt.“ |
| Wappen von Bad Elster | |

### Städtepartnerschaft
Die Kurstadt Bad Waldsee in Baden-Württemberg ist seit 1990 Partnerstadt von Bad Elster.

## Sehenswürdigkeiten
Die wichtigsten Gebäude in Bad Elster entstanden im späten 19. und frühen 20. Jahrhundert.
- Das Königliche Kurhaus wurde 1888 bis 1890 nach einem Entwurf des Landbaumeisters Karl Otto Trobsch errichtet. Das Gebäude ist ein architektonisches Beispiel der Neorenaissance und ein eindrucksvolles Zeugnis für die Wertigkeit des Staatsbades, seine internationale Bedeutung und seine Akzeptanz durch die Badegäste Ende des 19. Jahrhunderts. Das Bademuseum (auch Sächsisches Bademuseum genannt) stellt diese Epochen dar.[17]
- Das Albert-Bad wurde um 1908 nach einem Entwurf der Dresdner Architekten Rudolf Schilling und Julius Graebner (Büro Schilling & Graebner) erbaut. In der DDR wurde der Name Albertbad nach 1952 nicht mehr offiziell verwendet, sondern die Bezeichnung Neues Badehaus benutzt.
- Das König Albert Theater wurde 1913/1914 nach einem Entwurf der Chemnitzer Architekten Alfred Zapp und Erich Basarke unter dem nach 1990 abgelegten Namen Kurhaus errichtet. Es ersetzte einen Vorgängerbau aus dem Jahr 1888 und wurde nach 1989 umfassend renoviert. Das Theater steht unter der Schirmherrschaft von Alexander Prinz von Sachsen. Aufgrund des ganzjährigen Spielplans ist das König Albert Theater zur bedeutendsten Veranstaltungsstätte der Region avanciert, die dem Kulturleben des Vogtlandes sowie der Euregio Egrensis entscheidende Impulse verleiht.
- Das 1911 eröffnete NaturTheater befindet sich in einem Waldstück und gilt als die älteste Freilichtbühne Sachsens. Im Jahr 2007 wurde es an Open-Air-Erfordernisse angepasst und festlich wiedereröffnet. Seitdem gibt es jährlich von Mai bis September ein Programm aus Oper, Operette, Schauspiel, Konzerten, Kino und Folklore.
- Die 1892 geweihte evangelisch-lutherische St.-Trinitatis-Kirche in neugotischem Stil besitzt im Innern einige Kunstgegenstände aus der Vorgängerkirche, so z. B. zwei gotische Figuren der Apostel Petrus und Paulus (ca. 1490).
- Das ehemalige Palasthotel Wettiner Hof wurde 1908 von den Architekten Zapp und Basarke erbaut, nach 1945 wurde es als Sanatorium Karl-Marx-Hof genutzt. Das Gebäude stand unter Denkmalschutz und wartete seit der Wende auf eine dringend notwendige Renovierung. Das zuletzt stark baufällige Gebäude wurde, da sich kein Investor für die Renovierung finden ließ, im Frühsommer 2011 abgerissen.
- Das 1898 errichtete Heizkraftwerk ist das älteste Fernheizwerk Sachsens.[18]
- Außerdem gibt es eine Reihe von Kleindenkmälern, wie z. B. die Kursächsische Halbmeilensäule von 1724 und das Schillerdenkmal.

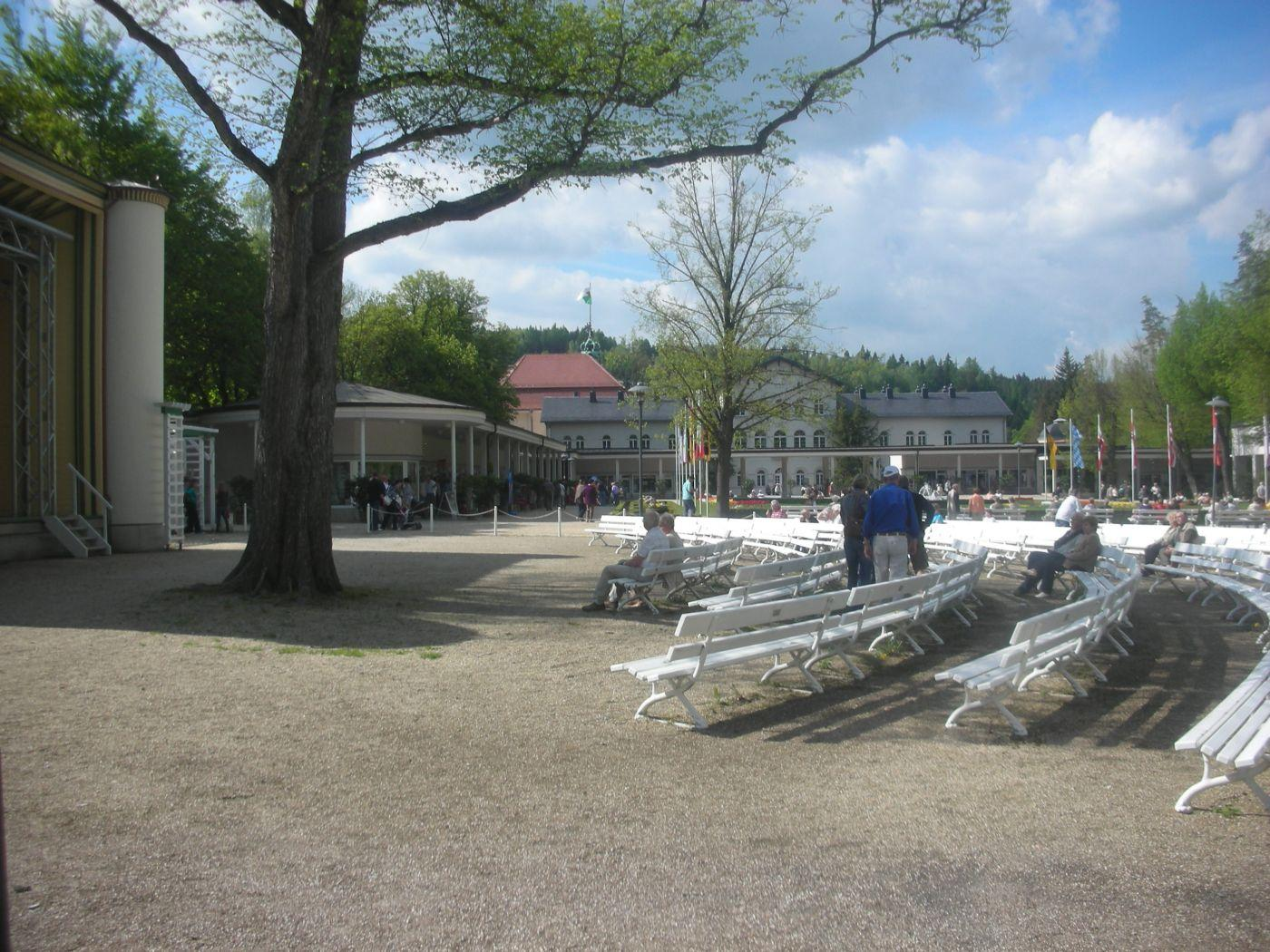
Badeplatz
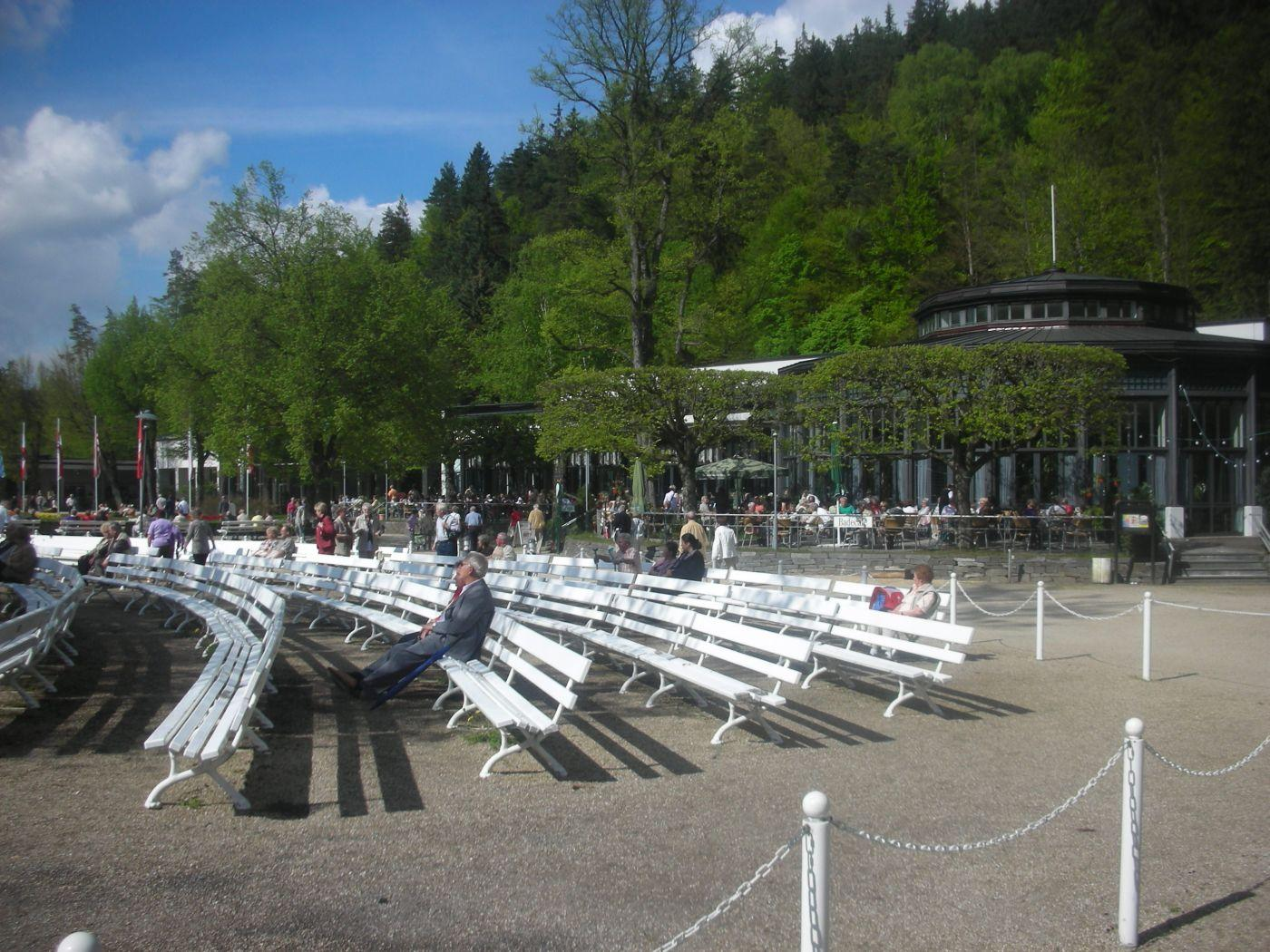
Badecafe
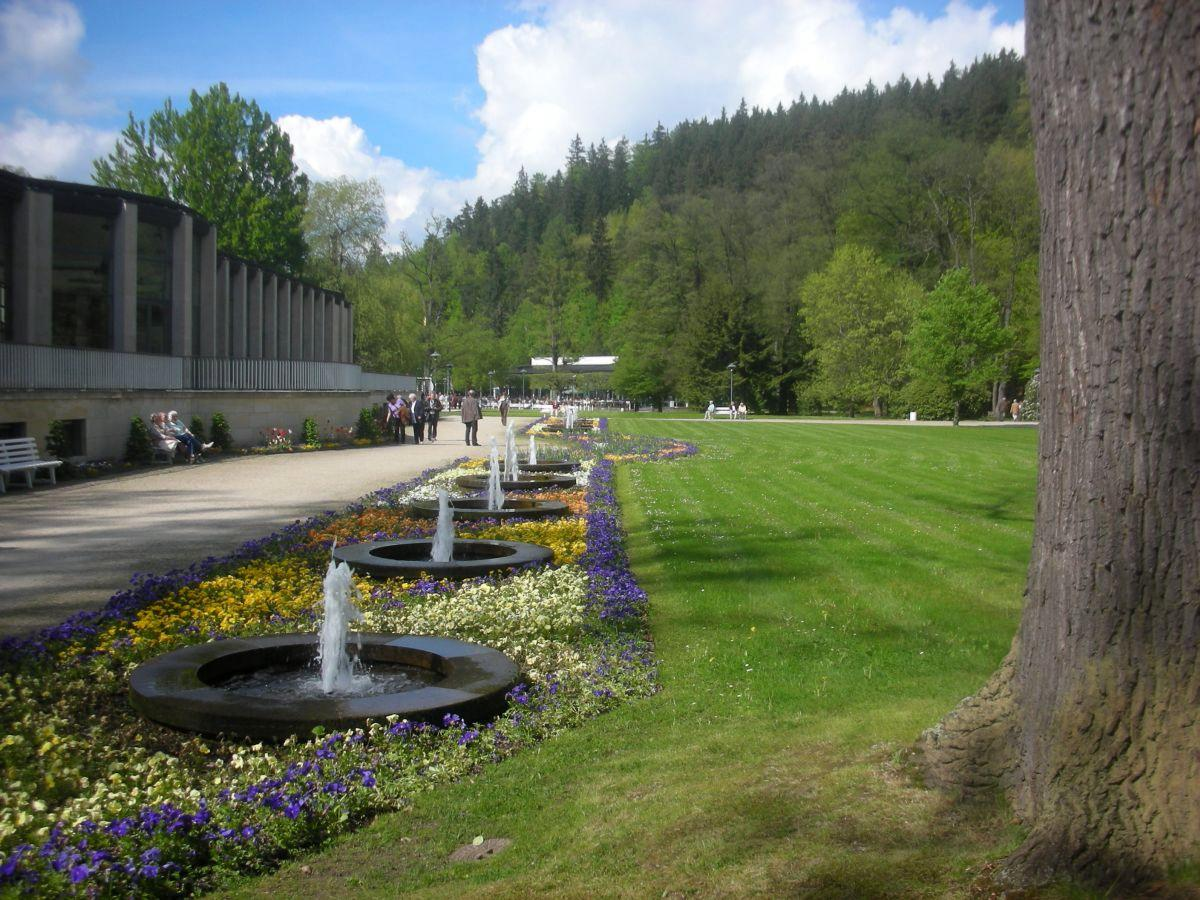
Parkanlagen hinter der Moritzquelle
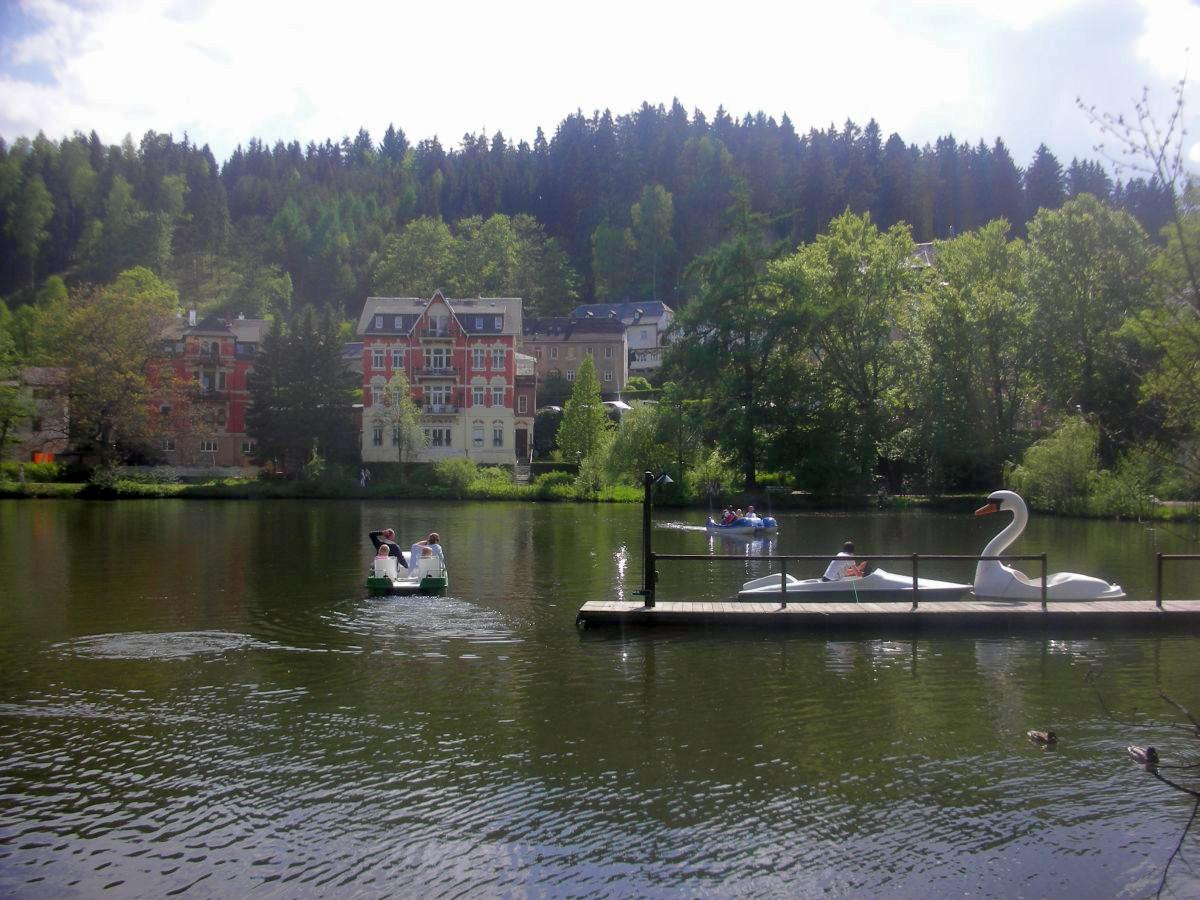
Louisa-See (Gondelteich) am Rosengarten
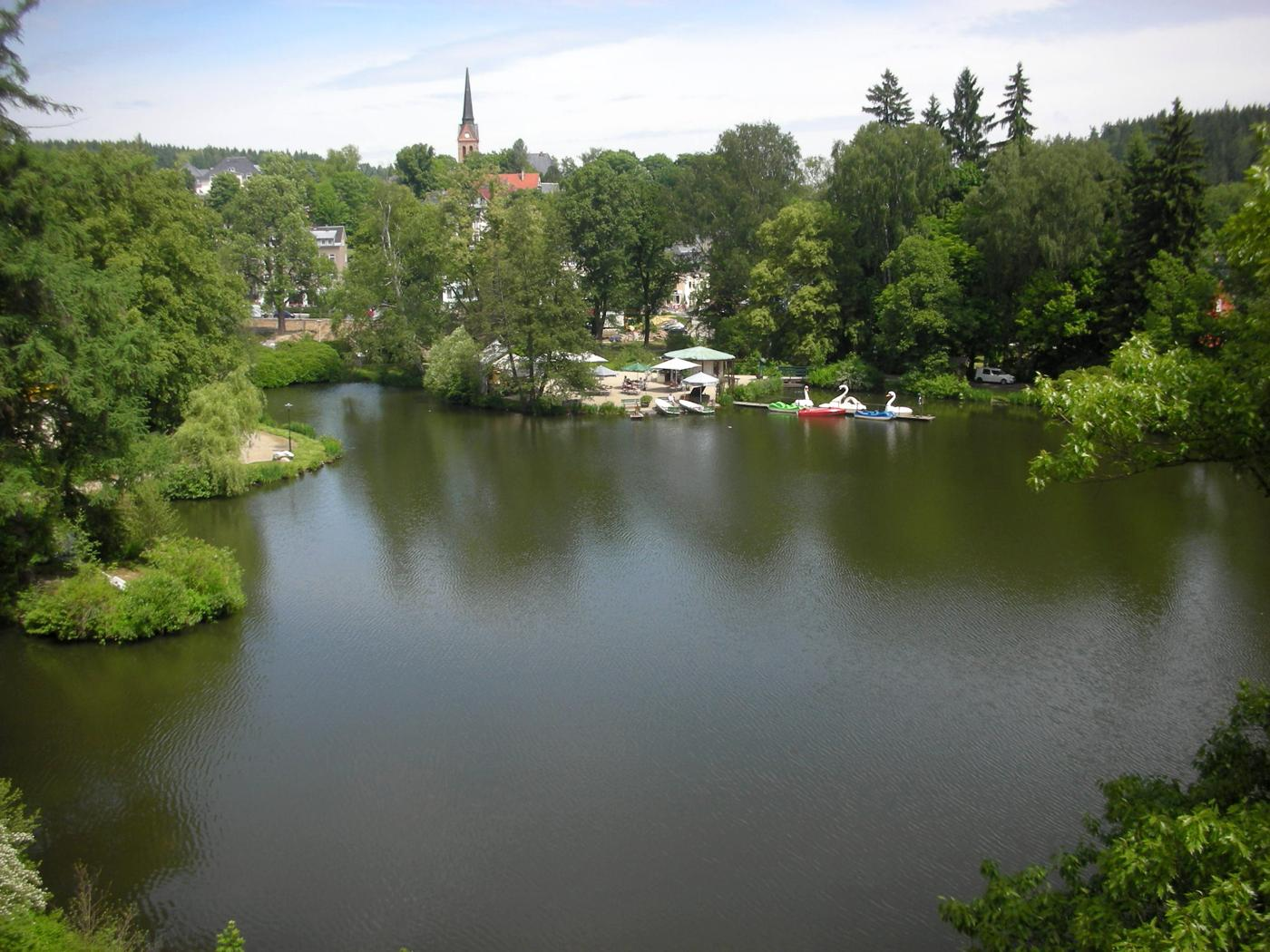
Louisa-See von oben
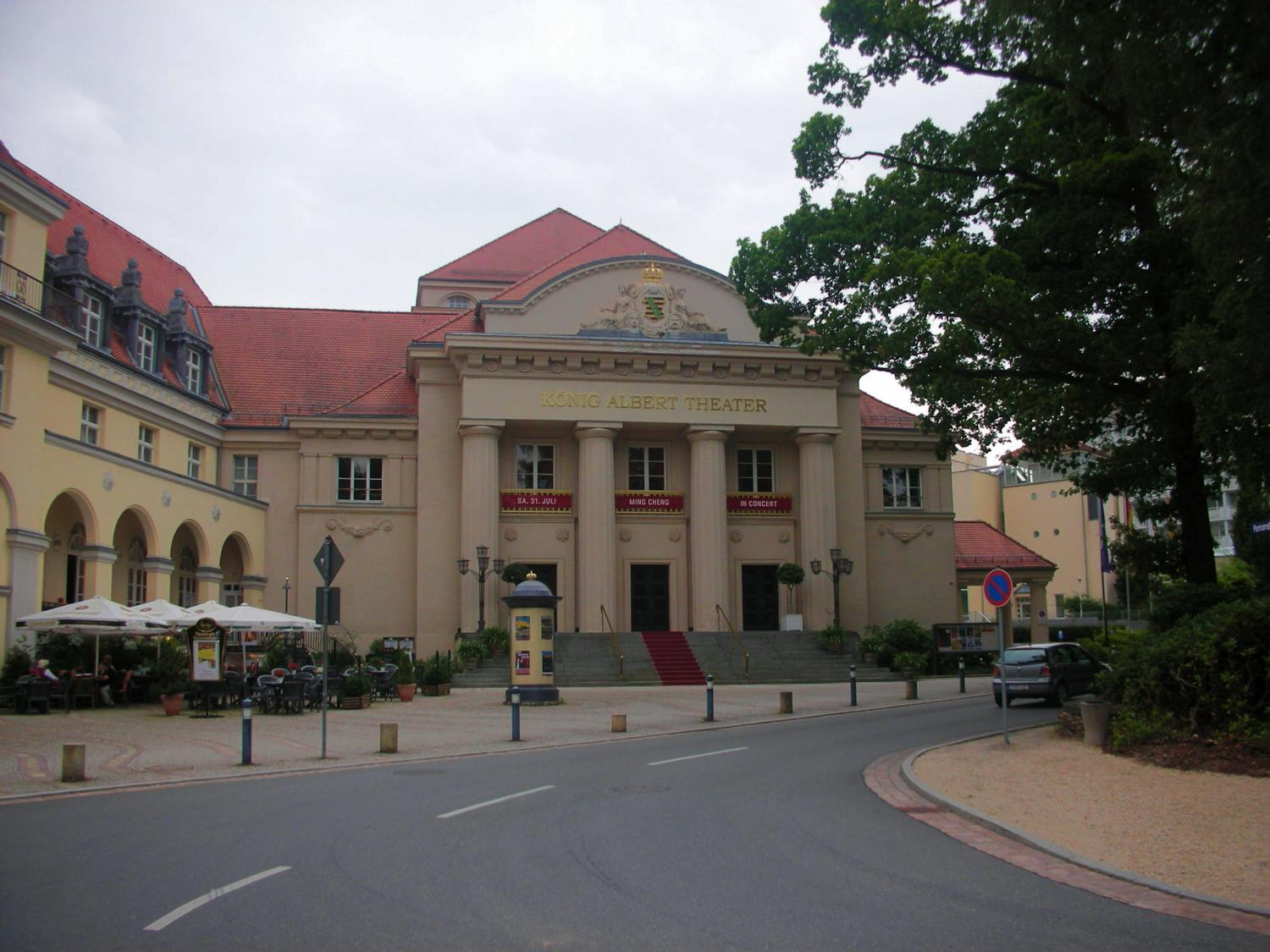
König-Albert-Theater
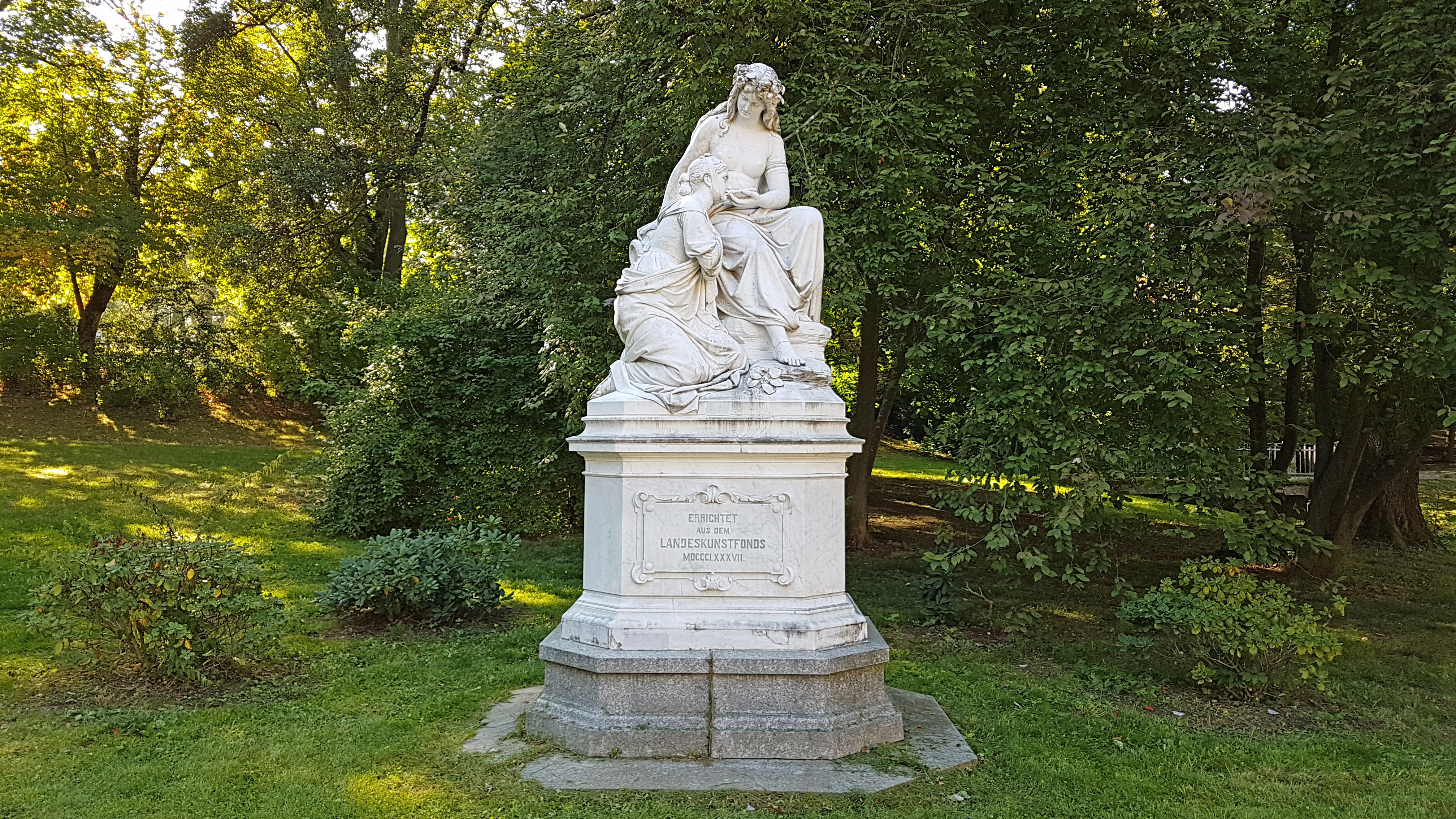
Hygeia-Skulptur im Albertpark von 1887
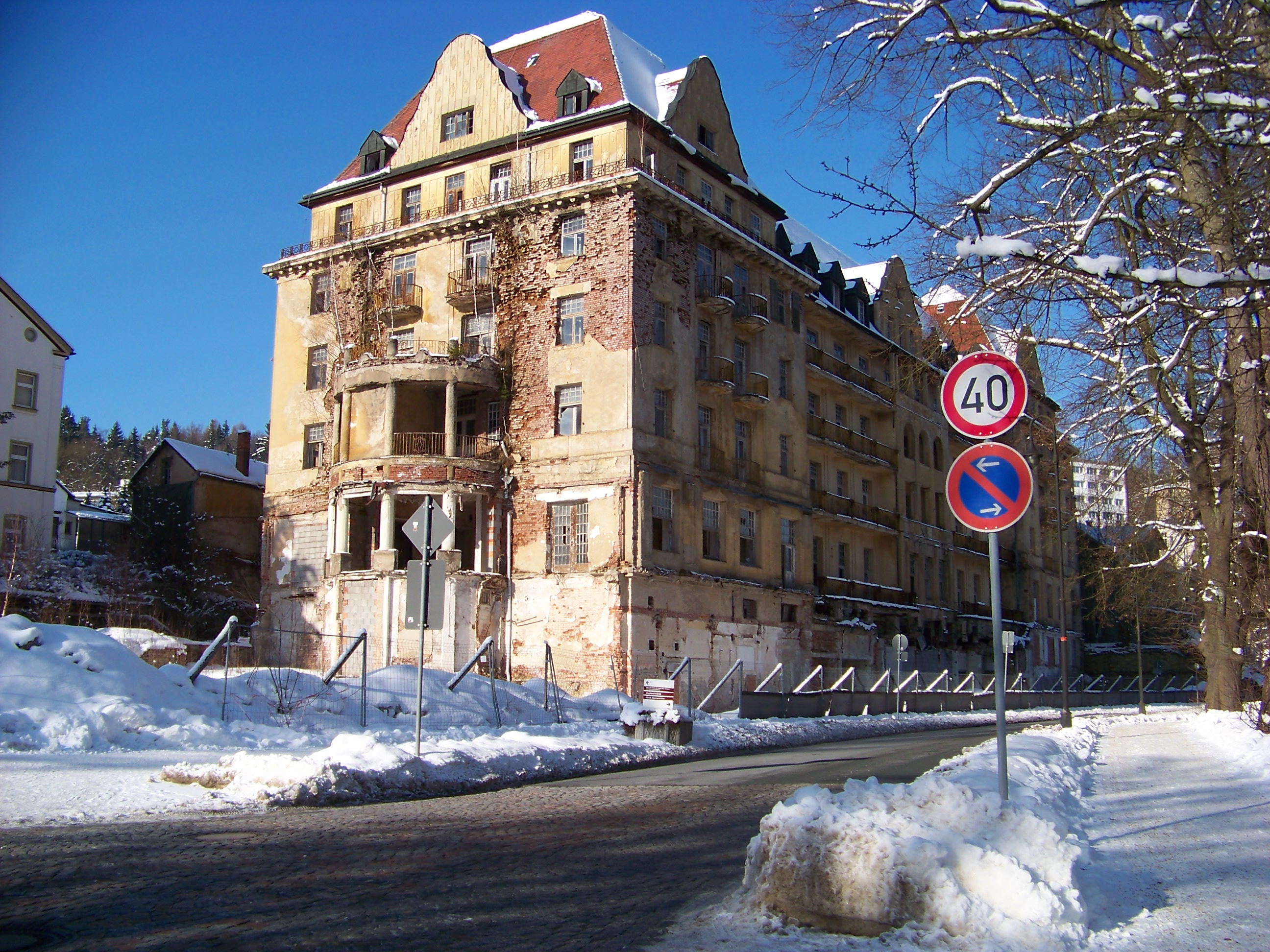
Ruine „Palasthotel Wettiner Hof“ (2011 abgerissen)
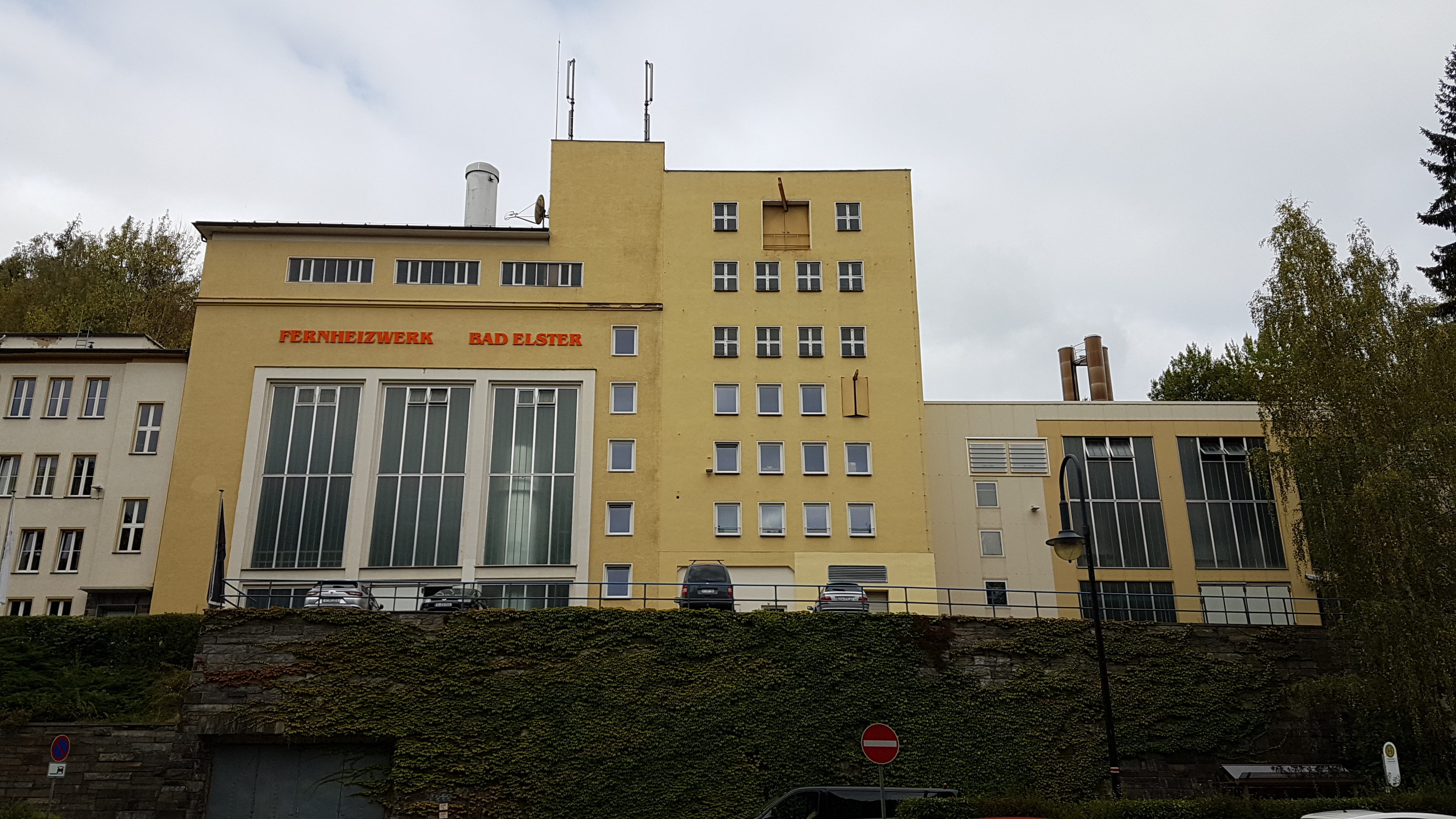
Fernheizwerk Bad Elster (seit 1898)
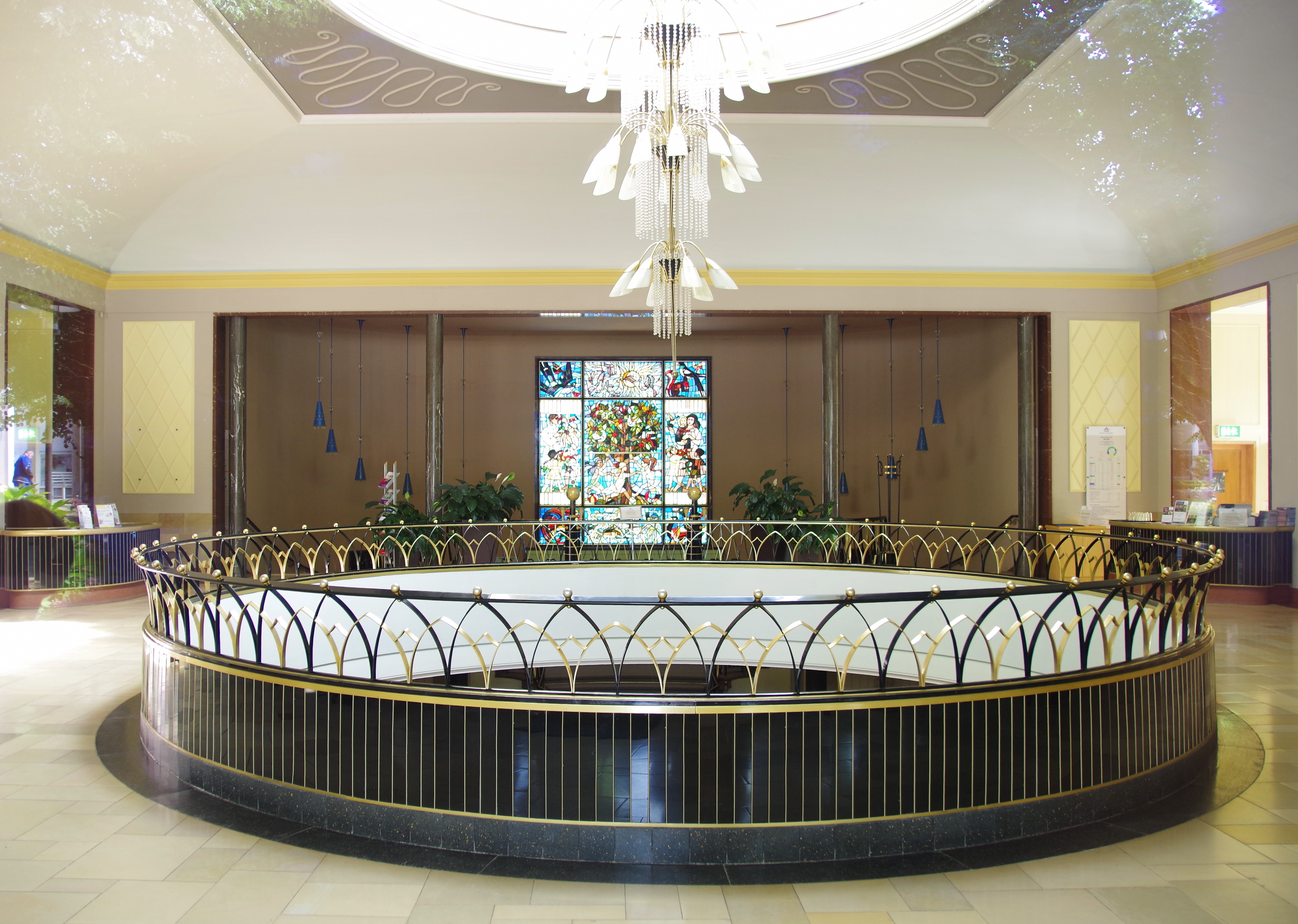
Blick in die Halle der Marienquelle Bad Elster

### Naturschutz
- Siehe auch: Liste der Naturdenkmale in Bad Elster

## Wirtschaft und Verkehr

### Ansässige Unternehmen
Haupterwerbszweig sind der Tourismus und Rehabilitationskuren in sieben Kliniken.
Im Jahr 2005 gab es im Ort 35 Beherbergungsstätten, die insgesamt 2400 Betten anboten. Bei knapp 40.000 Übernachtungsgästen wurden im Laufe dieses Jahres rund 540.000 Übernachtungen gezählt.

### Straßenverkehr
Der Ort liegt nahe der Bundesstraße 92, allerdings ohne dem Durchgangsverkehr ausgesetzt zu sein.
Es gibt zwei Grenzübergänge nach Tschechien. Am 30. Juni 2008 wurde der ausgebaute Fußgängerübergang nach Rossbach-Pfannenstiel (Hranice-Krásňany) zum Übergang für Fahrzeuge bis 3,5 Tonnen aufgestuft. Am 1. September 2008 wurde nach der Sanierung der Fahrbahn der Übergang nach Aš-Doubrava (Asch-Grün) für Pkw freigegeben.
Der Kurort liegt am Elster-Radweg, für diesen wurde im Zug des Heißensteiner Weges eine zusätzliche Grenzquerung eingerichtet.

### Öffentlicher Nahverkehr
Der Bahnhof von Bad Elster an der Bahnstrecke Plauen–Eger liegt etwa 2,5 Kilometer vom Hauptort entfernt am Rande des Ortsteils Mühlhausen und wird im Zweistundentakt von Zügen der Vogtlandbahn angefahren. Des Weiteren fahren ab und um Bad Elster folgende vertaktete Buslinien des Verkehrsverbunds Vogtland:
Stand: 13. Februar 2022
| Linie | Endpunkte                   | Verlauf                | Verkehrsunternehmen     | Klassifizierung |
| ----- | --------------------------- | ---------------------- | ----------------------- | --------------- |
| 30+   | Bad Elster ↔ Klingenthal    | Adorf – Markneukirchen | Plauener Omnibusbetrieb | PlusBus         |
| 92    | Plauen ↔ Bad Elster         | Oelsnitz – Adorf       | Plauener Omnibusbetrieb | TaktBus         |
| 93    | Schöneck ↔ Bad Elster       | Markneukirchen – Adorf | Plauener Omnibusbetrieb | TaktBus         |
| 94    | Adorf ↔ Bad Elster, Bahnhof | Mühlhausen – Sohl      | Plauener Omnibusbetrieb | StadtBus        |

Seit März 2017 fährt innerhalb von Bad Elster ein Bürgerbus mit ehrenamtlichen Fahrern auf der Linie 95. Er verkehrt jeden Montag, Mittwoch und Freitag.

## Bildung und Forschung
Bad Elster besitzt eine Grundschule und einen Kindergarten. Die Medfachschule Bad Elster, eine private medizinische Berufsfachschule für Gesundheitsberufe, bildet junge Menschen zum Masseur und medizinischen Bademeister, Ergotherapeuten und Physiotherapeuten aus.
Eine in Bad Elster beheimatete Abteilung des Umweltbundesamts befasst sich mit den Fachgebieten Trink- und Badebeckenwasserhygiene, Wasseraufbereitung sowie der Toxikologie des Trink- und Badebeckenwassers. Das Institut ging aus dem Forschungsbereich Trinkwasser des ehemaligen Forschungsinstituts für Hygiene und Mikrobiologie der DDR hervor. Von der Weltgesundheitsorganisation wird es als WHO Collaboration Centre for Research on Drinking Water Hygiene geführt.
Das vom Freistaat Sachsen betriebene Institut für Balneologie und Kurortkunde wurde Ende des Jahres 2006 durch den Freistaat Sachsen privatisiert und wird seitdem als privates Institut durch den langjährigen Leiter Ludwig Resch weiter betrieben. Es war bis dahin die einzige staatliche Forschungseinrichtung dieser Art in Deutschland.